# Eike Ebert
Eike Ebert (* 11. Januar 1940 in Detmold) ist ein deutscher Politiker. Er war vom 20. Dezember 1990 bis 10. November 1994 für eine Wahlperiode Mitglied des Deutschen Bundestages. Er wurde für die Sozialdemokratische Partei Deutschlands (SPD) über ein Direktmandat in Hessen gewählt.

## Leben
Ebert besuchte die Volksschule und anschließend ein Gymnasium in Detmold. Nachdem er dort 1959 das Abitur erreicht hatte, studierte er an der Universität in Frankfurt am Main Jura. Im Jahr 1964 legte er das erste juristische Staatsexamen ab, vier Jahre später das zweite. Im Anschluss fing er als Magistratsassessor in Darmstadt an und wurde danach 1970 Justitiar der Darmstädter Stadtsparkasse, deren Direktor er später wurde. Dem Vorstand der Sparkasse gehörte er ab 1972 an, von 1976 bis 1990 war er dessen Vorsitzender. Im Jahr 1990 trat er von diesem Posten zurück, um in den Deutschen Bundestag einzuziehen. Nach seinem Ausscheiden aus dem Bundestag 1994 und auch schon während seines Mandats, arbeitete Ebert als Rechtsanwalt. Seit 1998 ist er als Geschäftsführer der Burnus GmbH tätig, einem in Darmstadt ansässigen Pflegemittelunternehmen. 

## Politik
Ebert trat 1956 der SPD bei und wurde 1969 Vorsitzender der Jusos in Darmstadt. Drei Jahre später wurde er zum hiesigen Ortsvereinsvorsitzenden gewählt. Seit 1981 war er Stadtverordneter und stellvertretender Fraktionsvorsitzender in Darmstadt und schließlich 1985 Vorsteher der Stadtverordneten. Bei der Bundestagswahl 1990 wurde Ebert im Bundestagswahlkreis 143 (Darmstadt) in den Bundestag gewählt. Er war als ordentliches Mitglied im Petitionsausschuss, im Finanzausschuss und im Ausschuss für Post und Telekommunikation tätig. Seit Oktober 1992 gehörte er auch als stellvertretendes Mitglied dem Sonderausschuss für die Europäische Union an. Bei der Bundestagswahl 1994 konnte er nicht erneut in den Bundestag einziehen.